# Alan Cameron

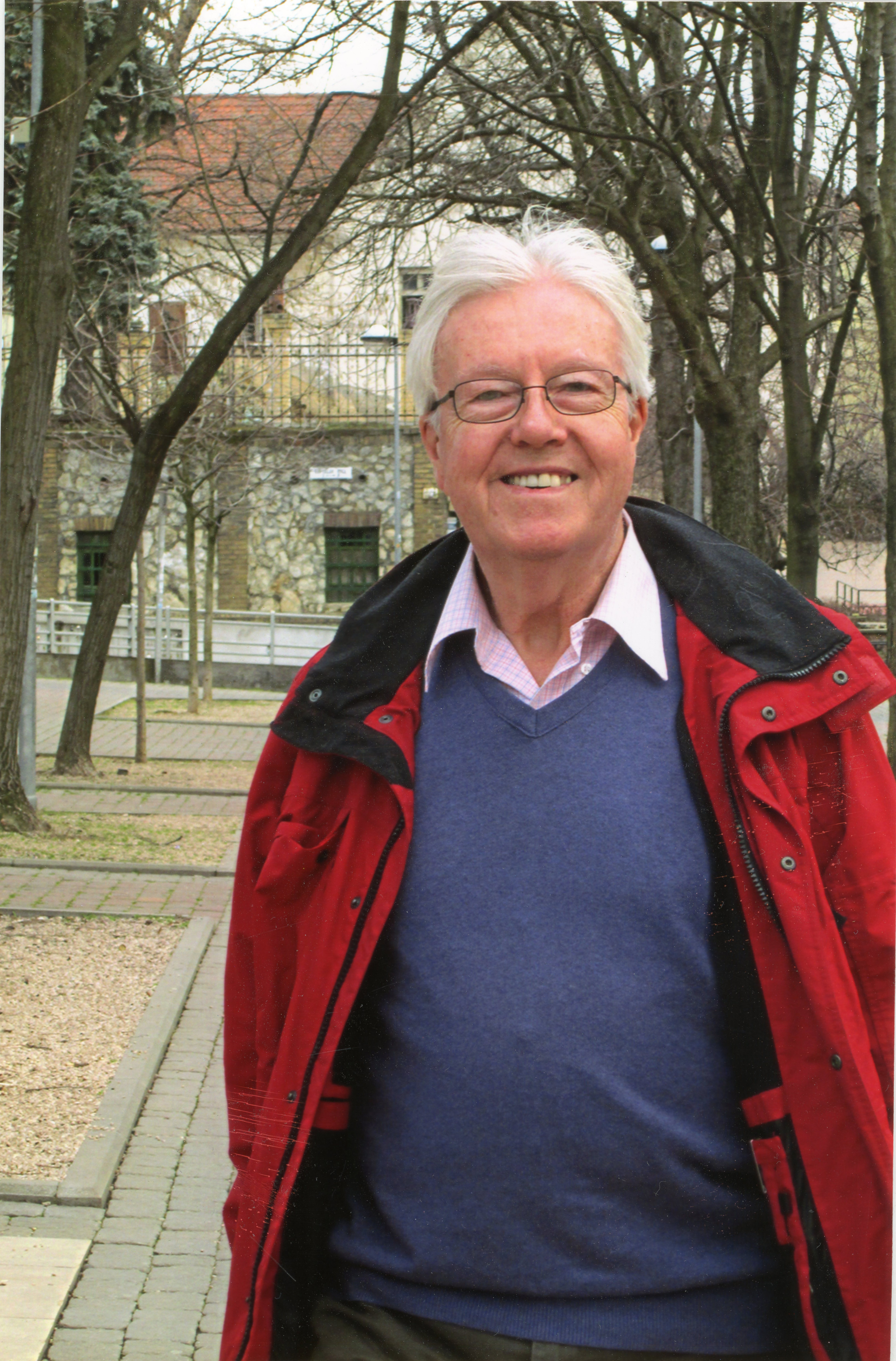
Alan Cameron, 2013

Alan Douglas Edward Cameron (* 13. März 1938 in Windsor, Berkshire; † 31. Juli 2017 in New York) war ein britischer Klassischer Philologe, Althistoriker und Byzantinist.

## Leben
Alan Cameron besuchte von 1951 bis 1956 die St. Paul’s School in London. Er studierte an der Universität Oxford (1961 B. A., 1964 M. A.). Seine akademische Laufbahn begann er 1961 als Lecturer an der University of Glasgow. Anschließend war er Lecturer und dann Reader in Latein am Bedford College in London (1964–1972). Von 1972 bis 1977 hatte er einen Lehrstuhl am King’s College London. Ab 1977 lehrte er an der Columbia University in New York und war bis 2008 Charles Anthon Professor of the Latin Language and Literature. Er war von 1962 bis 1980 mit der Althistorikerin und Byzantinistin Averil Cameron verheiratet.
Sein Forschungs- und Lehrgebiet umfasste hellenistische und römische Dichtungen, spätantike Literatur, Aspekte der spätantiken und byzantinischen Geschichte sowie die Überlieferungsgeschichte antiker Texte. Unter seinen Forscherkollegen wurde er geschätzt und teilweise gefürchtet für seine nicht selten polemische „Neigung zur kreativen Zerstörung“ vieler Standard-Lehrmeinungen.
Cameron galt als einer der führenden Forscher über Claudian. Mit seiner 1970 erschienenen Abhandlung über den bedeutendsten spätrömischen Dichter gab er zahlreiche Impulse. Wenngleich manche seiner Schlussfolgerungen umstritten sind, gilt das Buch als Standardwerk. Des Weiteren hat sich Cameron mit den spätrömischen und frühbyzantinischen Zirkusparteien, in denen er wenig mehr als Hooligans erblickte, und den Verhältnissen an den Höfen der Kaiser Flavius Honorius und Arcadius beschäftigt. Die beiden entsprechenden Monographien waren sehr einflussreich und prägen die Forschung bis heute.
Ende 2010 erschien nach jahrelanger Verzögerung die lange erwartete und sehr umfangreiche Studie The Last Pagans of Rome, in der sich Cameron vor allem mit den paganen senatorischen Eliten im 4. Jahrhundert auseinandersetzt. Basierend auf jahrzehntelangen Forschungen – so waren seine bahnbrechenden Arbeiten zur Datierung der Saturnalia des Macrobius schon in den 60er Jahren erschienen und hatten sich mittlerweile durchgesetzt – weist er vor allem die Idee eines „pagan revival“ zurück. Insbesondere relativiert er in dem Werk das Ausmaß der Auseinandersetzung zwischen paganen und christlichen Vorstellungen in dieser Zeit und betont, dass viele der klassischen Kulturvorstellungen auch für Christen von Bedeutung waren. Es habe keinen gewaltsamen Widerstand durch heidnische Senatorenkreise um Virius Nicomachus Flavianus und Quintus Aurelius Symmachus gegeben, vielmehr hätten sich die Heiden Schritt für Schritt den christlichen Begebenheiten angepasst. Auch dieses Buch hat in der Forschung erhebliche Beachtung gefunden. Camerons verschiedene Thesen wurden kontrovers diskutiert, so bereits auf einer am 10. und 11. November 2011 im italienischen Perugia stattgefundenen wissenschaftlichen Konferenz, aber auch in zahlreichen, teilweise ausführlichen Rezensionen.
Für seine Forschungen wurden Cameron zahlreiche wissenschaftliche Ehrungen und Mitgliedschaften zugesprochen. Er wurde in die British Academy (1975), die American Academy of Arts and Sciences (1979) und die American Philosophical Society (1992) aufgenommen. Im Jahr 1997 erhielt er den Goodwin Award of Merit in classical scholarship von der American Philological Association, 2005 den Lionel Trilling Award der Columbia University und 2013 die Kenyon Medal for Classical Studies der British Academy.

## Schriften (Auswahl)
- Claudian. Poetry and Propaganda at the Court of Honorius. 1970.
- Porphyrius the charioteer. 1973.
- Circus factions. Blues and Greens at Rome and Byzantium. 1976.
- Literature and society in the early Byzantine world. 1985.
- Barbarians and Politics at the Court of Arcadius. 1993 (unter Mitarbeit von Jacqueline Long und Lee Sherry) (Ebook).[8]
- Callimachus and his critics. 1995.
- Greek Mythography in the Roman World (= American Classical Studies. Band 48). Oxford University Press, Oxford/New York 2004.[9]
- The Last Pagans of Rome. Oxford University Press, Oxford/New York 2011.
- Wandering Poets and Other Essays on Late Greek Literature and Philosophy. Oxford University Press, Oxford/New York 2016.
- Historical studies in late Roman art and archaeology (= Late antique history and religion. Band 25). Peeters, Leuven 2023 (gesammelte kleine Schriften).